# اسبوع ميت
الأسبوع الميت (بالإنجليزية: dead week)، هو تعبير في العامية الأمريكية يطلق على الأسبوع الذي يسبق الامتحانات النهائية في الكليات والجامعات. غالبًا ما يتميز هذا الأسبوع بقلق متزايد من الاختبار، حيث يعمل الطلاب على التغلب على المماطلة في التحضير للاختبار أو كتابة أوراق الفصل الدراسي. هذا يمكن أن يؤدي إلى الحرمان من النوم والتهيج والتقيء. غالبًا ما تكون هناك جلسات دراسة طوال الليل، واستخدام أكبر للمنشطات مثل القهوة، أو أقراص الكافيين، أو مشروبات الطاقة، أو آديرال، أو الأمفيتامينات الأخرى التي تُصرف بوصفة طبية. تفرض العديد من مهاجع الحرم الجامعي أو قاعات الإقامة الهدوء وصمت معظم اليوم خلال الأسبوع الذي يسبق النهائيات. قد يكون هناك أيضًا حظر على الواجبات الورقية والامتحانات والأنشطة التنظيمية للطلاب خلال الأسبوع الميت. قد تكون المكتبات مفتوحة أيضًا لساعات طويلة، أو قد تظل متاحة طوال الليل. أحداث مماثلة هي أسبوع المراجعة في المملكة المتحدة، وسوتافاك (swotvac) في أستراليا. يستخدم أسبوع الجحيم في العديد من السياقات التعليمية المماثلة، مثل تدريب الشرطة أو الجيش.

## تقليد الصراخ
العديد من المدارس لديها تقليد معروف بأسماء مختلفة، حيث يفتح الطلاب أبوابهم ونوافذهم ويصرخون بصوت عالٍ قدر الإمكان (عادةً في منتصف الليل) في ليلة واحدة أو في كل ليالي هذا الأسبوع.

## امثلة
جامعة ولاية أيوا - أصبح الاسبوع الميت حدثًا رسميًا معترفًا به من قبل الجامعة. لا يُسمح للمنظمات الطلابية بالاجتماع. يوجد 23/7 ساعة هدوء إلزامية في مساكن الطلاب (الساعة غير الهادئة 24 يطلق عليها اسم ساعة الصخب أو ساعة راودي )
جامعة ستانفورد - ينخرط الطلاب في «الصرخة البدائية» عند منتصف الليل كل ليلة من ليالي الأسبوع الميت. يحظر على الأساتذة تكليف واجبات منزلية إضافية ولا يجوز لهم تغطية مواد جديدة. تحظر الجامعة جميع الحفلات داخل الحرم الجامعي خلال الأسبوع الميت وأسبوع الامتحانات النهائية.
جامعة كورنيل - يصرخ الطلاب بأعلى صوت ممكن من نوافذهم في منتصف الليل في الليلة التي تسبق اليوم الأول من الامتحانات النهائية. يُعرف هذا باسم صرخة منتصف الليل. جامعة كولومبيا - يفتح الطلاب نوافذهم عند منتصف الليل ويصرخون بأعلى صوت ممكن يوم الأحد من أسبوع الامتحانات النهائية من كل فصل دراسي، والمعروف باسم الصرخة البدائية. يساعد التقليد الطلاب على التخلص من التوتر والقلق المكبوتين بشأن الامتحانات. في منتصف ليل أول يوم اثنين من الامتحانات النهائية، يشارك الطلاب في معركة وسادة الربيع.
معهد جورجيا التقني - يمكن للأساتذة الذين يقدمون الاختبارات التقليدية تعيين واجبات منزلية ومشاريع خلال الأسبوع الميت، لكن لا يجوز لهم تعيين الاختبارات والامتحانات والتقارير المعملية والتدريبات المعملية. يمكن للأساتذة الذين يقدمون امتحانًا غير تقليدي، مثل تقرير عن مشروع أو معمل، تقديم واجبات منزلية ومهمة امتحان بديل خلال الأسبوع الميت أو أسبوع الامتحانات النهائية. لا يُسمح بالاختبارات والاختبارات القصيرة والتقارير المعملية الإضافية والتدريبات المعملية خلال الأسبوع الميت. في كلتا الحالتين، لا يمكن للأساتذة إعطاء أي مهمة إلى جانب الامتحان خلال أسبوع الامتحانات النهائية.
في الممارسة العملية، يستفيد العديد من الأساتذة من هذا ويقومون بتعيين واجبات منزلية ومشاريع خلال الأسبوع الميت. في جمعة الأسبوع الميت، تستضيف فريشغا (freShGA , منظمة قيادة طلاب السنة الأولى)حدثها السنوي حدث الليلة الواحدة. بدءًا من الساعة 10 مساءً وحتى الساعة 4 صباحًا، يقضي الطلاب يوم جمعة الأسبوع الميت في مركز الترفيه في الحرم الجامعي لقضاء ليلة من المسابقات الرياضية وسباقات التناوب والبطولات مع طعام مجاني وجوائز مذهلة. أيضًا، يحدث جنون منتصف الليل كل ليلة خلال الأسبوع الميت ويصرخ الطلاب للتنفيس عن إحباطهم عند منتصف الليل. تشارك الفرقة أيضًا «بشكل غير رسمي» في برعم منتصف الليل، حيث يظهر أعضاء الفرقة بالصدفة في ساحة كلية طلاب المراحل الأولى في منتصف الليل. تقليديا، يتم غناء أغنية "To hell with Georgia" ويتم تشغيل أغاني القتال. ثم تنتقل الفرقة إلى شقق الجادة الشمالية وتكرر ذلك.
جامعة نورث وسترن - يقام تقليد يُعرف باسم «الصرخة البدائية» في الساعة 9 مساءً في ليلة الأحد قبل أسبوع الامتحانات النهائية. تمثل الصرخة البدائية نهاية أسبوع القراءة، وهو الوقت الذي لا تقوم فيه معظم الفصول الدراسية باعطاء المحاضرات، وبداية أسبوع الامتحانات.
جامعة ولاية ميشيغان - خلال أيام الأحد - الخميس من أسبوع الامتحانات النهائية يفتح الطلاب عبر الحرم الجامعي نوافذهم عند منتصف الليل ويصرخون.